# Intercontinental Football League
Intercontinental Football League (IFL) war der Name eines Versuchs der National Football League in den 1970er Jahren eine American-Football-Tochterliga in Europa zu etablieren. Zu einem regulären Ligabetrieb kam es nie, im Sommer 1976 und 1977 wurden jedoch Demonstrationstouren von je fünf Spielen unterklassiger US-Teams durch Frankreich, Österreich und Deutschland organisiert. Mit der World League of American Football, später NFL Europe, wurde die Idee in den 1990er Jahren wieder aufgegriffen.

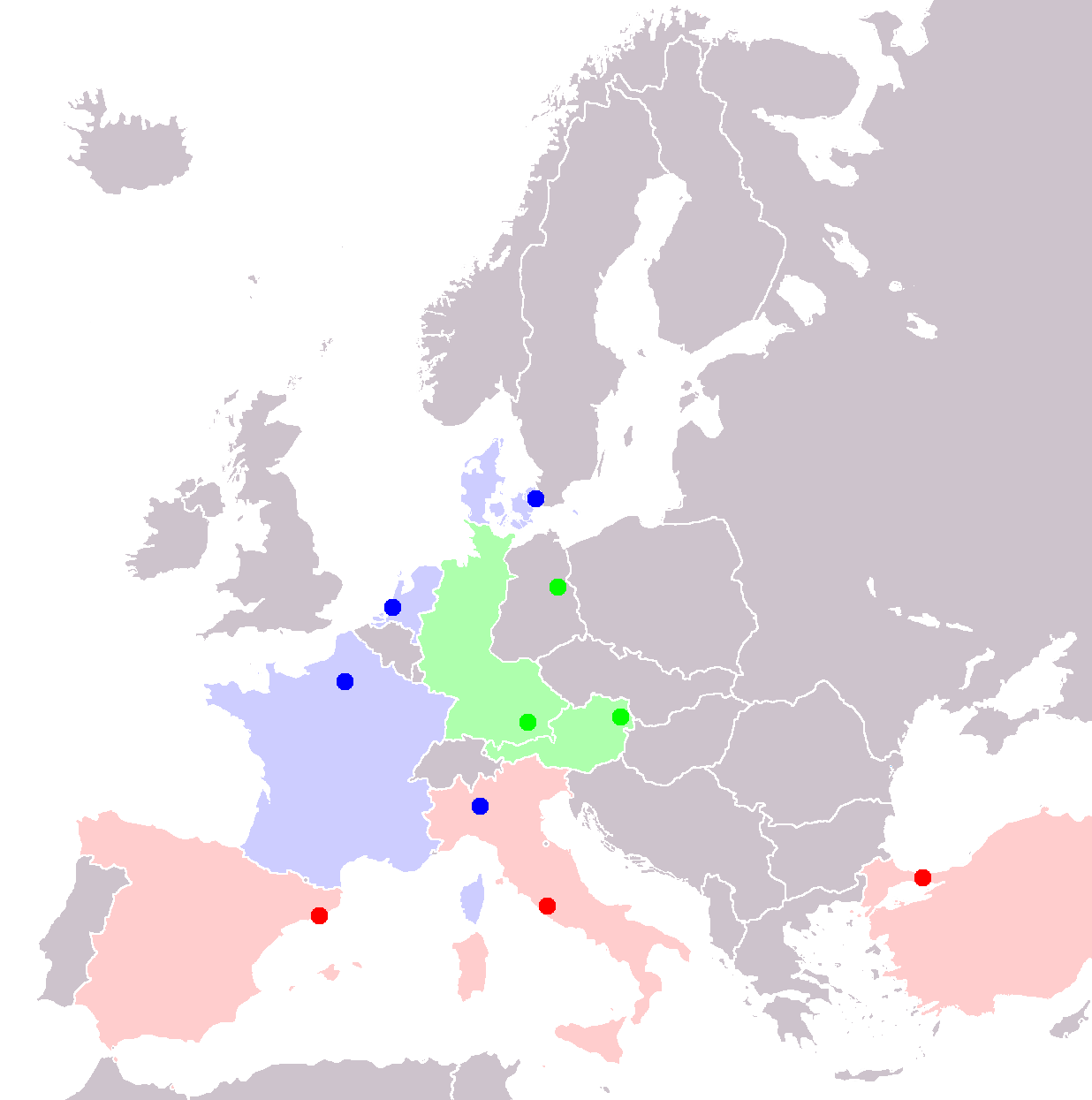

Bereits am 27. Mai 1972 hatten 42 NFL-Profis (darunter Dan Pastorini, Bob Hayes, Jim Kiick, Jan Stenerud, Alan Page, Matt Snell und Merlin Olsen) in Paris das „le rugby Americain“ demonstriert, wobei das Ergebnis von NFL Bleu gegen NFL Rouge 16:6 lautete.
Zudem wurde, unabhängig von der NFL, 1973 eine „Universal Football League“ mit Mannschaften auch in Mexiko und Kanada geplant, die dann 1974 als World Football League mit 12 Teams (jedoch alle in den USA) den ersten World Bowl ausspielte, aber in der Saison 1975 den Betrieb einstellte.
Die Idee der Liga ging vom damaligen Kick-Scout der Dallas Cowboys, dem Jugoslawen Bob Kap, der bereits einige europäische Fußballspieler in die NASL, als auch an die Dallas Cowboys als Kick-Spezialist (siehe Horst Mühlmann, Toni Fritsch) vermittelt hatte, und dem ehemaligen Präsidenten des TSV 1860 München, Adalbert Wetzel, aus. Sie planten für das Frühjahr 1975 einen Spielbetrieb mit sechs Teams in zwei Divisions und einem als Europameisterschaft bezeichneten Meisterschaftsspiel. Die NFL-Besitzer sollten – wie dann später bei der NFL Europe – den Anschub für die Liga finanzieren und die Kader der Clubs stellen. Vorgesehen für die Kader waren, wie im US-Farmteamsystem, Sportler, die sich noch nicht als Stammkraft in der NFL durchgesetzt hatten, also Rookies und Ersatzspieler; die IFL sollte auch der Schulung dieser Spieler dienen. Zusätzlich sollten einige wenige bekannte NFL-Spieler mit Bezug zur Heimat der Teams – für Rom also Italoamerikaner – sowie europäische Talente engagiert werden; Wetzel wollte einige Spieler von 1860 München für die Munich Lions zumindest als Place Kicker gewinnen. Am 5. Juni 1974 nahm die NFL den Plan an, beauftragte Al Davis und Tex Schramm mit der Durchführung und setzte den Spielplan für 1975 fest; es wurden die sechs Gründungs-Franchises bekannt gegeben und zudem vier weitere für eine Erweiterung der Liga für das Folgejahr. Die Istanbul Conquerors, die Rome Gladiators und die Barcelona Almovogeres sollten eine Division bilden, die Munich Lions, die Berlin Bears (Westberlin) und die Vienna Lipizzaners die andere Division. Beide Divisionen sollten im April und Mai in einer Doppelmeisterschaftrunde jeweils den Teilnehmer des Spiels um die „Europameisterschaft“ ausspielen.
Für 1976 waren bereits die Paris Lafayettes, die Copenhagen Vikings, die Rotterdam Flying Dutchmen und die Milan Centurions als Erweiterung der Liga vorgesehen. Weitere Erweiterungspläne sahen Teams in Amsterdam, Madrid, London und Monaco vor, doch wurde der Start der Liga von der NFL wegen des Zypernkrieges und dem 42-tägigen Spielerstreik in der NFL zuerst verschoben und schließlich ganz aufgegeben. Als weitere Gründe für das Scheitern der IFL wird die Konkurrenz durch die und das Scheitern der World Football League, sowie die schlechte konjunkturelle Entwicklung Mitte der 70er Jahre (Ölkrise) gesehen, auch sei Europa noch nicht bereit für professionellen American Football gewesen.
Da die NFL weiter Interesse an einer Expansion nach Europa hatte, wurden 1976 und 1977 unter dem Namen der IFL zwei Spieltourneen durch Europa organisiert, auch um die Chancen von American Football in Europa zu evaluieren. 1976 wurden die College-Teams der Texas A&M University–Kingsville, die Javelinas, und der Henderson State University, nach Europa geschickt, wo sie in Österreich, Deutschland und Frankreich fünfmal gegeneinander spielten. 1977 engagierte die IFL dann zwei semiprofessionelle Minor-League-Football-Teams, die Newton Nite Hawks sowie die Chicago Lions, die in fünf Spielen eine „Europameisterschaft“ ausspielten.
Der Club Gladiatori Roma, dreifacher italienischer Vizemeister in den 90er Jahren, entstand aus der 1975 ins Leben gerufenen IFL-Franchise Rome Gladiators.